# Fido Opus Seadog Standard Interface Layer
FOSSIL är en förkortning för Fido Opus SEAdog Standard Interface Layer och är en standard för seriekommunikation på DOS-baserade maskiner. FOSSIL:en laddas som en TSR och sedan anropas den av programmet som behöver seriekommunikation. FOSSIL-standarden skapades av en grupp sysops på Fidonet.